# Чорна котяча акула короткоплавцева
Чорна котяча акула короткоплавцева (Apristurus parvipinnis) — акула з роду Чорна котяча акула родини Котячі акули.

## Опис
Загальна довжина досягає 52 см. Голова помірно довга. Морда коротка і широка. Ніс помірно довгий, становить 9-10% довжини усього тіла акули. Очі маленькі, сягають 3% довжини тіла, з мигательною перетинкою. За ними розташовані невеличкі бризкальця. Надочний сенсорний канал переривчастий. Ніздрі широкі, у 1,2 рази ширше за відстань між ними. Має носові клапани. Рот короткий, невеликий, широко зігнутий. Зуби дрібні, з багатьма верхівками, з яких центральна верхівка значно вища за бокові. Верхні губні борозни довші за нижні. У неї 5 пар коротких зябрових щілин. Тулуб тонкий, трохи звужується до голови. Луска дрібна, пласка, щільно розташована на шкірі, в результаті тіло на дотик здається гладеньким. Спіральний клапан шлунка має 13-22 витків. Грудні плавці невеличкі з широкою основою. Має 2 маленьких спинних плавця, з яких задній плавець у 2 рази більше за передній. Анальний плавець широкий, проте невисокий. Хвостовий плавець короткий та широкий.
Забарвлення чорне з коричневим відливом.

## Спосіб життя
Тримається на глибинах від 600 до 1380 м, верхньому континентальному схилі. Полює на здобич біля дна, є бентофагом. Живиться глибоководними креветками, дрібними крабами, омарами, невеличкою рибою.
Це яйцекладна акула. Самиця відкладає 1 яйце у твердій капсулі, з вусами, якими чіпляється за ґрунт або водорості.
Не є об'єктом промислового вилову.

## Розповсюдження
Мешкає у західній частині Атлантичного океану: біля узбережжя штату Флорида (США), Мексики, Панами, Колумбії, Французької Гвіани.